# Ministerie van Regionale Ontwikkeling (Polen)
Het Ministerie van Regionale Ontwikkeling (Pools: Ministerstwo Rozwoju Regionalnego) was een ministerie van de Poolse overheid dat onder meer verantwoordelijk is voor de samenwerking met lagere overheden en het beleid inzake regionale ontwikkeling. Het werd op 31 oktober 2005 opgericht ten gevolge van de inkrimping van het toenmalige Ministerie van Economie en Arbeid. Op 27 november 2013 werd het ministerie samengevoegd met het Ministerie van Transport, Bouw en Maritieme Economie tot het Ministerie van Infrastructuur en Ontwikkeling.

## Ministers
- Grażyna Gęsicka (PiS) (31 oktober 2005 - 7 september 2007)
- Jarosław Kaczyński (PiS), waarnemend (7 september 2007 - 11 september 2007)
- Grażyna Gęsicka (PiS) (11 september 2007 - 16 november 2007)
- Elżbieta Bieńkowska (PO) (16 november 2007 - 27 november 2013)